# Corsaglia
Il Corsaglia è un torrente del Piemonte che scorre in provincia di Cuneo; bagna l'omonima Val Corsaglia ed è tributario in sinistra idrografica del Fiume Tanaro.
Il perimetro del suo bacino è 87 km.
Ma Corsaglia è anche il nome di una frazione, posta sui due lati del torrente, che la divide fra i comuni di Frabosa Soprana e quello di Montaldo di Mondovì.

## Corso del torrente

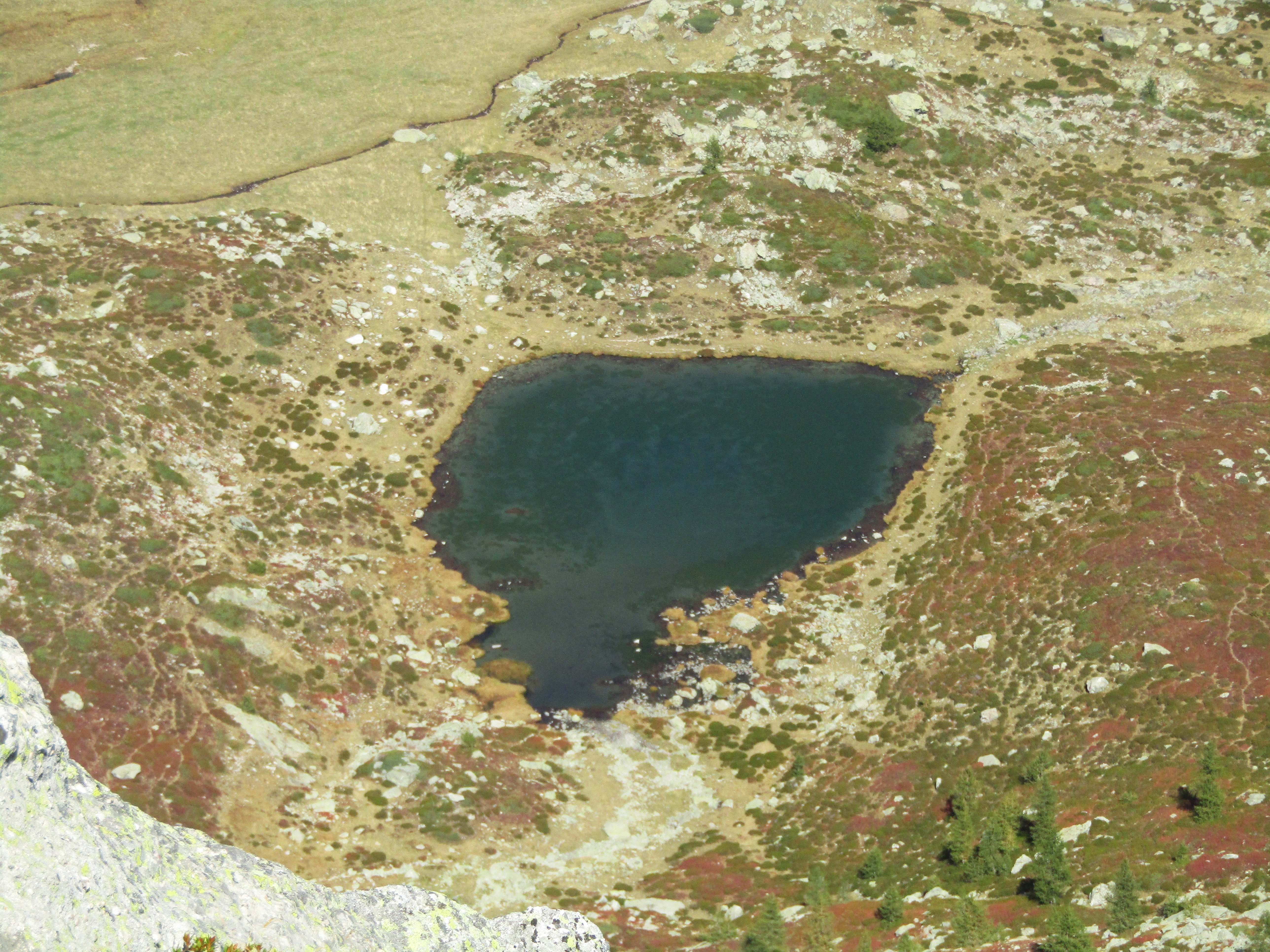
Il piccolo lago Revelli

Nasce con il nome di Rio Revelli dall'omonimo Lago Revelli, nel comune di Ormea, e scende in direzione nord fino al piccolo centro di Borello (945 m, comune di Roburent), dove riceve l'apporto da destra dei rii Borello (da destra) e Sbornina (da sinistra).
Sempre con andamento sud-nord passa nei pressi di Bossea e segna il confine del comune di Frabosa Soprana (ad ovest) con quelli di Roburent e Montaldo di Mondovì.
Al termine della parte montana del suo corso piega verso nord-est e riceve da destra gli importanti contributi idrici del Rio Roburentello e del Torrente Casotto, che confluiscono entrambi nel Corsaglia nei pressi di Torre Mondovì.
Passato nei pressi dell'abitato di San Michele Mondovì con ampi meandri raggiunge Lesegno dove riceve, sempre in destra idrografica, il Torrente Mongia.
La confluenza nel Tanaro avviene a 335 m di quota nel punto dove convergono i comuni di Lesegno, Castellino Tanaro e Niella Tanaro.

La parte montana del bacino del Corsaglia è caratterizzata da importanti fenomeni carsici i quali hanno portato, tra l'altro, alla creazione delle famose Grotte di Bossea che presentano uno sviluppo complessivo di 3 km nonché un importante sito di reperti ossei di Ursus spelaeus (orso delle caverne vecchio di 12.000 anni fa)
Tale grotta è considerata una delle più belle e importanti d'Italia per numero di concrezioni, sale imponenti, laghi interni, nonché per la fauna ipogea endemica.

## Affluenti principali
In destra idrografica:
- Rio Borello: forma una valletta dominata in destra idrografia dalla mole del Monte Baussetti;
- Rio Roburentello;
- Torrente Casotto;
- Torrente Mongia.

In sinistra idrografica:
- Rio Sbornina: oltre alle acque del proprio vallone, dominato dal Mondolè, raccoglie l'apporto idrico Rio Raschera, il quale nasce dall'omonimo lago alle pendici nord-orientali del Mongioie.

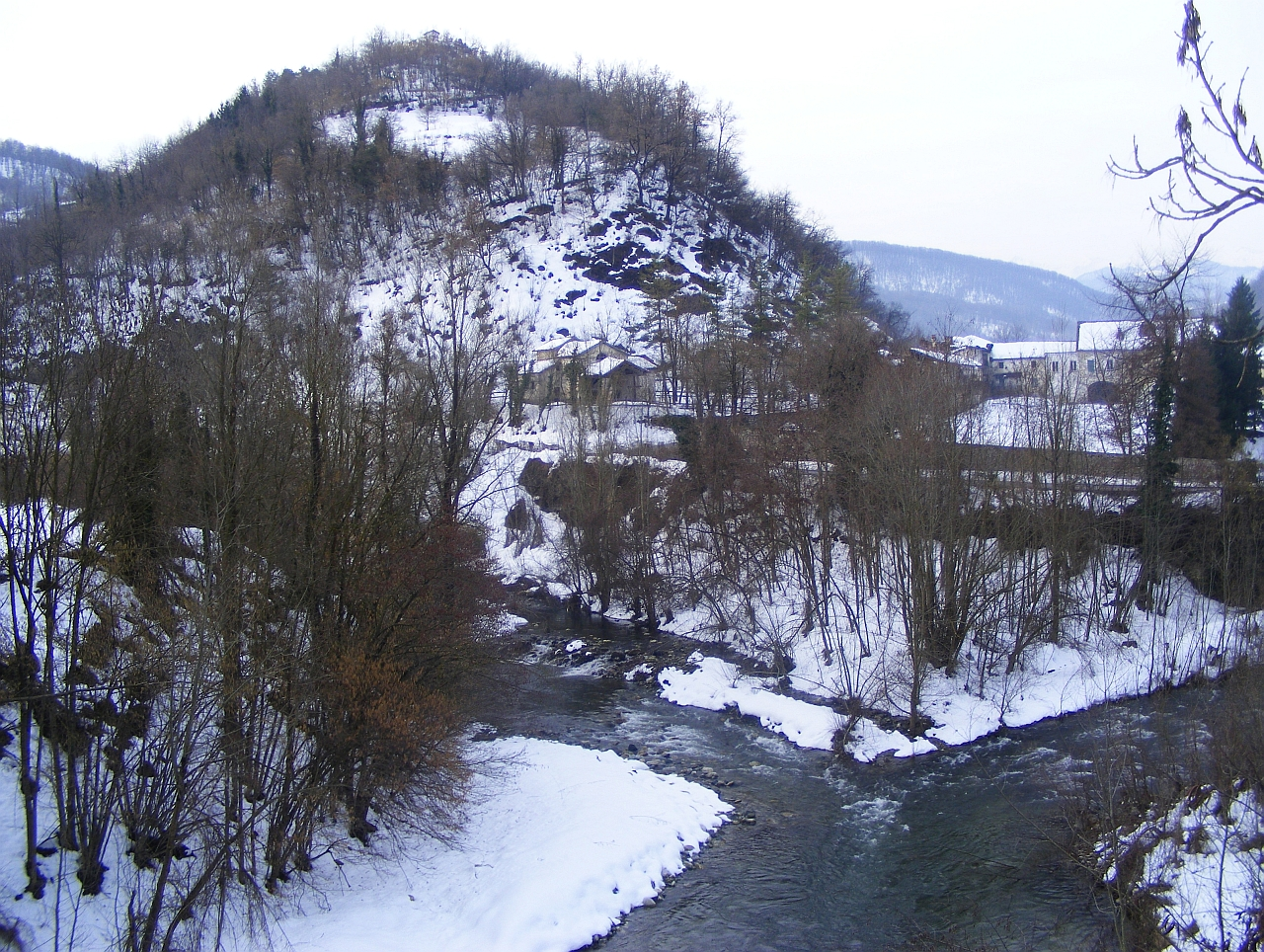
La confluenza del Casotto